# Roger Koenker
Roger William Koenker est un économètre américain  né le 21 février 1947. Il est professeur d'économie et de statistiques à l'université de l'Illinois à Urbana-Champaign. Il est célèbre pour ses travaux sur la régression quantile.
En 1978, il développe avec George Bassett le modèle de régression quantile.

## Prix et distinctions
- 2010 : Prix Parzen

## Publications
- (en) Roger Koenker et G. Bassett, « Regression quantiles », Econometrica,‎ 1978, p. 33-50
- (en) Roger Koenker, Quantile Regression, Cambridge University Press, 2005